# Oliver Lähndorf

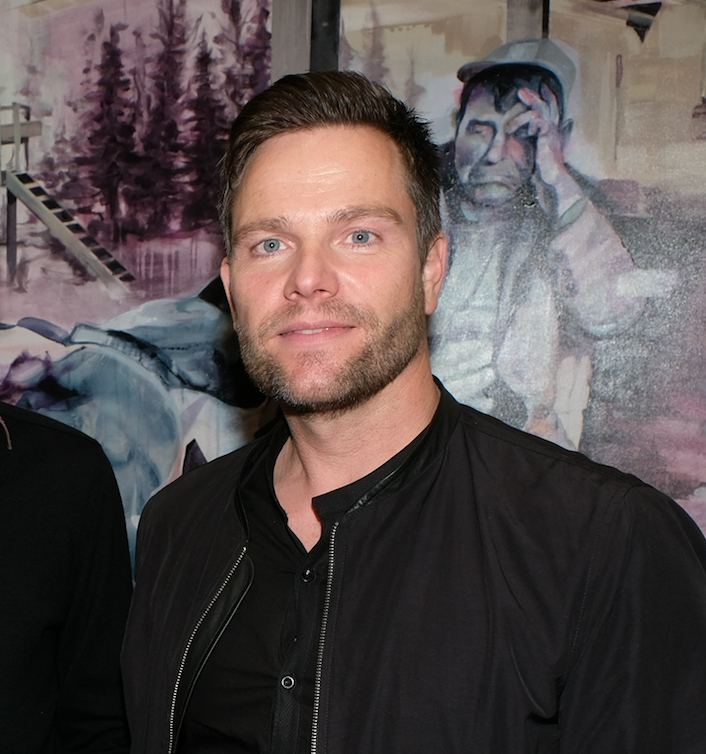
Oliver Lähndorf auf der Affordable Art Fair Hamburg im November 2016

Oliver Lähndorf (* 12. August 1974 in Lübeck) ist ein deutscher Kulturmanager. Als Direktor der Affordable Art Fair Hamburg und Berlin leitet er die Kunstmesse seit 2011.

## Leben
Oliver Lähndorf studierte Betriebswirtschaft und Produktion an der Filmakademie Baden-Württemberg und absolvierte ein Aufbaustudium am Institut für Kultur- und Medienmanagement Hamburg.
Bereits im Studium gründete er die Film- und Fotoproduktion Nummer 31 und leitete diese als Geschäftsführer zehn Jahre. Neben seiner Tätigkeit als Produzent engagierte er sich bereits für Film, Fotografie und Kunst in Hamburg. Er unterstützte den Gründungsdirektor des Hauses der Photographie F.C. Gundlach, leitete als Vorsitzender den Freundeskreis des Hauses der Photographie und initiierte als Direktor die internationale Kunstbuchmesse Photo+Art Book Hamburg in den Deichtorhallen Hamburg.
Oliver Lähndorf unterstützt Hamburger Nachwuchskünstler und ist selbst Sammler Zeitgenössischer Kunst.  2011 hat er das Ausstellungsformat Emerging Artists Hamburg ins Leben gerufen. Als Herausgeber veröffentlicht er jährlich für die Ausstellung im Verlag Seltmann+Söhne die Publikation Emerging Artists.
Seit 2011 ist Oliver Lähndorf Direktor der Affordable Art Fair Hamburg und Berlin.